# أديلايد أميس
أديلايد أميس (بالإنجليزية: Adelaide Ames)‏ (3 يونيو 1900- 26 يونيو 1932) عالمة فلك أمريكية ومساعدة بحث في جامعة هارفارد. ساهمت في دراسة المجرات بمشاركتها في تأليف دراسة حول المجرات الخارجية الساطعة أكثر من المقدار الثالث عشر، والتي عرفت لاحقاً باسم فهرس (شابلي- أميس). كانت أميس عضواً في الجمعية الفلكية الأمريكية. كانت معاصرة لسيسيليا باين- غابتشكن وصديقتها المقربة في المرصد الفلكي.
توفيت أميس في حادث زورق في عام 1932، في العام ذاته نُشِر فهرس شابلي- أميس. دُفِنت في مقبرة أرلينغتون الوطنية.

## السيرة الذاتية
التحقت أميس بكلية فاسار حتى عام 1922 ثم درست في كلية رادكليف، حيث كان هناك برنامج دراسات عليا أُنشِئ حديثاً في علم الفلك. تخرجت أميس في عام 1924 كأول امرأة تحمل درجة الماجستير في علم الفلك في رادكليف. في الأصل خططت لتصبح صحفية، لكنها لم تجد أي عمل في المنطقة وبدلاً من ذلك قبلت وظيفة كمساعدة بحث في مرصد كلية هارفارد (HCO)، وهو منصب شغلته حتى وفاتها. كان محور عملها هو فهرسة المجرات في مجموعات عنقود كوما المجري والعذراء. في عام 1931، تضمن الفهرس النهائي ما يقارب 2800 جسم. جعلها هذا العمل تكسب عضويتها في لجنة الاتحاد الدولي الفلكي 28 (IAU)ِ في السدم ومجموعات النجوم.
في 26 يونيو 1932، أثناء قضاء العطلة على بحيرة سكوام، كانت أميس تقوم بجولة في قارب مع صديق على البحيرة عندما انقلب. افترِض أنها غرقت وعُثِر على جثتها بعد تفتيش استمر عشرة أيام في 5 يونيو 1932. توفيت عن عمر يناهز 32 عاماً.

## البحث في جامعة هارفارد
في عام 1921، أصبح هارلو شابلي مديراً لمرصد جامعة هارفارد (HCO)، وبعد ذلك بوقت قصير عيّن أميس مساعدة. كانت أميس أول طالبة دراسات عليا لشابلي واتجهت للإشراف على طلابها في الدراسات العليا. ركز عملها المبكر في جامعة هارفارد على تحديد فهرس العام الجديد للسدم والعناقيد النجمية. في عام 1926، نشرت وشابلي العديد من المقالات حول الأشكال والألوان والأقطار لـ 103 مجرات لفهرس العام الجديد للسدم والعناقيد النجمية. في عام 1930، نشرت مجموعة من 2778 سديماً بما في ذلك مجموعة العذراء- عنقود كوما المجري، والتي حددت 214 جسماً في فهرس العام الجديد للسدم والعناقيد النجمية (NGC) و342 جسماً في الفهرس القياسي (IC) في منطقة تجميع العذراء.

## فهرس شابلي- أميس
خلال فترة عملها في مرصد كلية هارفارد، عملت مع هارلو شابلي في فهرس شابلي-أميس الذي يحوي قوائم مجرات أبعد من المقدار الثالث عشر. فهرس شابلي- أميس للمجرات الساطعة عبارة عن فهرس للمجرات نُشِر عام 1932 يتضمن ملاحظات عن 1249 جسماً أكثر إشراقًا من المقدار 13.2. بمساعدة التسجيلات الفوتوغرافية الجديدة، والتي تضمنت أيضاً مقارنة النجوم ذات السطوع المعروف، قيسَ سطوع العديد من المجرات وسُجلت بحد أقصى من المقدار 13.2. كانت أول مجموعة من المجرات الساطعة في السماء الشمالية والجنوبية. يحتوي الفهرس على موقع وسطوع وحجم وتصنيف هابل للمجرات. على مدار الستين عاماً التالية، أشار علماء الفلك إلى هذا الفهرس مصدر أساسي للحصول على معلومات حول الانزياح الأحمر وأنواع المجرات.
```
من ملاحظاتهما حول ما يقارب 1250 مجرة، وجدا دليلاً على تجمع بالقرب من القطب الشمالي لدرب التبانة يختلف عن 
القطب الجنوبي
. كانت هذه النتائج مهمة لأن اكتشافهما لـ «التباين العام في التوزيع» في المجرات انحرف عن افتراض توحد الخواص. كما وجدا أن سحابة العذراء امتدت أكثر مما كان يعتقد سابقاً. من هذه البيانات، أنشأ شابلي وأميس تسلسلاً هرمياً جديداً من الكتل تسمى العناقيد المَجرية الهائلة، وهي مجموعة من مجموعات المجرات. تدعى سحابة العذراء في نصف الكرة الشمالي بـ «عنقود مجرات العذراء العظيم».
```

في عام 1981، نشر آلان سانديج وغوستاف تاممان إصداراً محدثاً يعرف باسم فهرس شابلي- أميس المنقح. احتفظوا بالقائمة الأصلية للمجرات، باستثناء ثلاثة أجسام لم تعد تعتبر مجرات. حُدِثت المعلومات عن المجرات الفردية البالغ عددها 1246 ووسِعت بشكل ملحوظ.

## العناقيد المجرية الهائلة التي درستها خرائط شابلي- أميس
العناقيد المجرية الهائلة هي مجموعة من مجموعات المجرات تتكون عادة من 3 إلى 10 مجموعات وتمتد إلى ما يصل إلى 200,000,000 سنة ضوئية. تعد العناقيد أكبر هياكل الكون.
دراسة هارلو شابلي وأديلايد أميس هي الأولى التي تشير إلى أن الكون قد يحتوي على مناطق كبيرة ابتعدت عن افتراض التجانس وتوحد الخواص. كانت أبرز ميزة في الخرائط التي أنتجاها عام 1938 عنقود العذراء، على الرغم من أنه كان من الواضح بالفعل في ذلك الوقت أنها ملاحق مطولة امتدت على جانبي عنقود العذراء بطول إجمالي يتجاوز (5 * 107) سنة ضوئية. هذا التكوين هو لب ما أصبح معروفاً لاحقاً -من خلال عمل الفلكي السويدي إريك هولمبرج، والفلكي الأمريكي المولود في فرنسا جيرار دو فوكولور، وعالم الفلك الأمريكي جورج و. أبيل- باسم عنقود مجرات العذراء العظيم، وهي مجموعة منبسطة تضم حوالي 100 مجموعة وعنقود من المجرات بما في ذلك المجموعة المحلية. يتمركز عنقود مجرات العذراء العظيم على وجه التقريب في عنقود العذراء ويشمل امتدادًا إجماليًا تقريبيًا يصل إلى حوالي (2 * 108) سنة ضوئية.
من الواضح أيضًا في خرائط شابلي- أميس وجود ثلاث كتل مركزة مستقلة من المجرات، وهي عناقيد مجرية هائلة منفصلة تُرى من مسافة بعيدة. يعتقد علماء الفلك الآن أن العناقيد المجرية الهائلة ربما تشكل 10% من حجم الكون. تنتمي معظم المجرات والمجموعات والعناقيد إلى العناقيد المجرية الهائلة، ويكون الفضاء بين العناقيد المجرية الهائلة فارغ نسبياً. أبعاد العناقيد المجرية الهائلة تصل إلى (108) سنة ضوئية. يكون توزيع المجرات بالنسبة للمقاييس الأكبر متجانسًا بشكل أساسي وموحد الخواص، أي أنه لا يوجد دليل على تجميع العناقيد المجرية الهائلة. يمكن فهم هذه الحقيقة من خلال إدراك أن الوقت الذي تستغرقه مجرة متحركة بشكل عشوائي لاجتياز المحور الطويل للعنقود المجري الهائل يمكن مقارنته عادةً بعمر الكون. وبالتالي، إذا كان الكون قد بدأ متجانسًا ومتوحد الخواص على نطاقات صغيرة، فببساطة لم يكن هناك ما يكفي من الوقت ليصبح غير متجانس على مقاييس أكبر بكثير من العناقيد المجرية الهائلة. يتماشى هذا التفسير مع الملاحظة التي تقول إن العناقيد المجرية الهائلة نفسها تبدو غير مترابطة ديناميكياً؛ أي أنها تفتقر إلى أشكال التوازن العادية والكتل المركزة المركزية التي تميز الأنظمة المختلطة جيدًا بواسطة عدة معابر.

## العائلة
ولدت أميس في روك آيلاند، إلينوي في 3 يونيو 1900، وهي ابنة العقيد تاليس لوسيوس أميس من جيش الولايات المتحدة الذي كان عقيداً ووالدتها مارجريتا ناتلين كيلتون.